# Lardaro
Lardaro est une ancienne commune de moins de 1 000 habitants située dans la province autonome de Trente dans la région du Trentin-Haut-Adige dans le nord-est de l'Italie. Le 1er janvier 2016, elle a fusionné avec Breguzzo, Bondo et Roncone pour former la nouvelle municipalité de Sella Giudicarie.

## Administration
| Période                                  | Période | Identité        | Étiquette | Qualité |
| ---------------------------------------- | ------- | --------------- | --------- | ------- |
|                                          |         | Raffaele Armani |           |         |
| Les données manquantes sont à compléter. |         |                 |           |         |

### Communes limitrophes
Daone, Tione di Trento, Roncone, Praso, Pieve di Bono